# Filtre contrôlé en tension
Pour les articles homonymes, voir filtre.

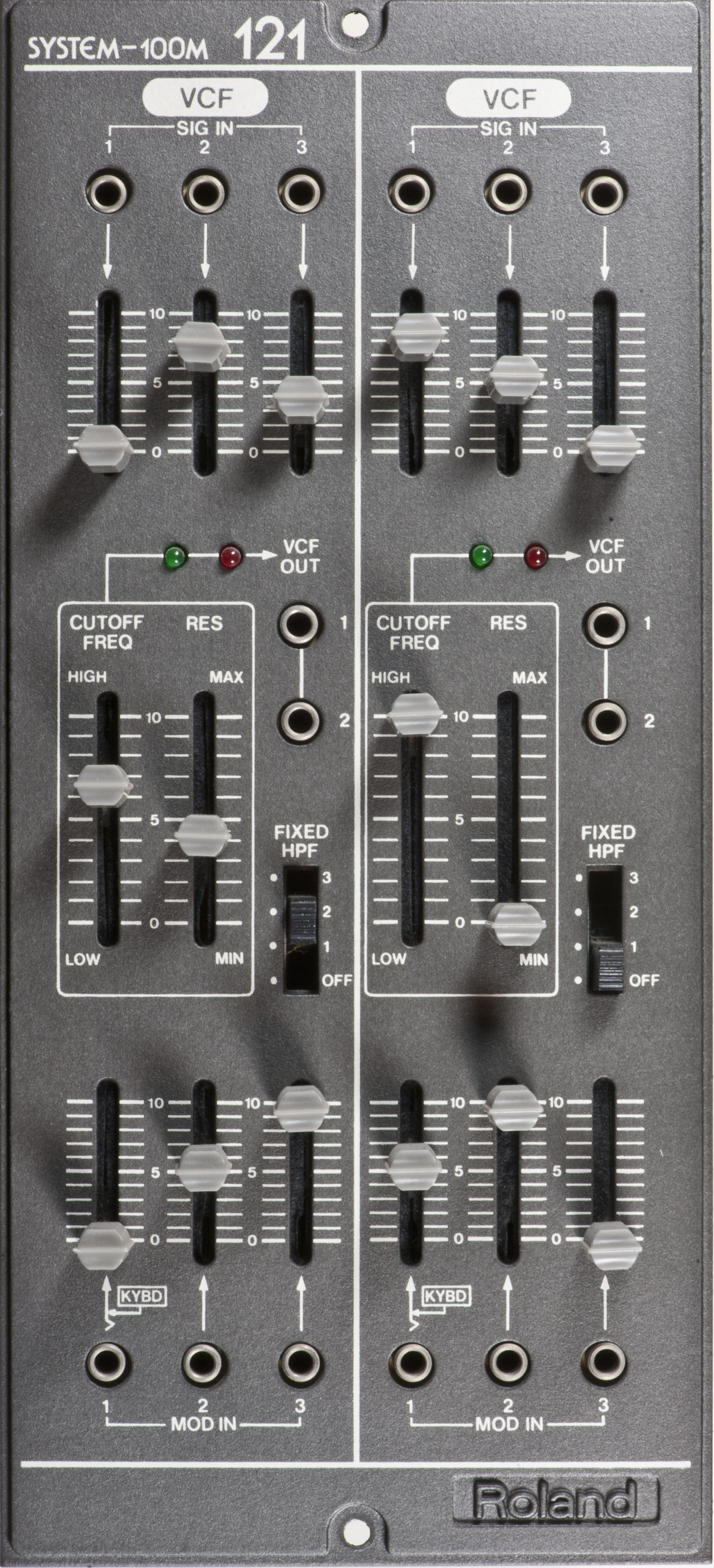
VCF du Roland-100M

Le filtre contrôlé en tension ou VCF (pour Voltage Controlled Filter) est un filtre fréquentiel dont la fréquence de coupure varie en fonction de la tension d'entrée. On les utilise fréquemment dans les synthétiseurs analogiques en musique.

## Caractéristiques
Le filtre contrôlé en tension d'un tel synthétiseur permet de modifier en continu sa fréquence de coupure et parfois son facteur de qualité. Les sorties du filtre comprennent généralement une réponse passe-bas et parfois des réponses passe-haut, passe-bande ou à élimination de bande. Certains filtres contrôlés en tension offrent une pente variable qui détermine le taux d'atténuation autour du passe-bande. Dans les synthétiseurs analogiques modulaires, les filtres contrôlés en tension reçoivent une entrée audio d'un délivreur audio pouvant comprendre des oscillateurs et du bruit ou bien les sorties d'autres processeurs. En variant la fréquence de coupure, le filtre laisse passer ou atténue les partiels du signal d'entrée.
Le filtre contrôlé en tension constitue un exemple de filtre actif non-linéaire. Le son musical caractéristique d'un filtre contrôlé en tension en particulier dépend à la fois de sa réponse en fréquence linéaire (pour les faibles signaux) et de sa réponse non-linéaire (pour les signaux de plus grande amplitude).

## Applications
Ce filtre commandable est utilisé comme module au sein d'un synthétiseur modulaire analogique.